# Селве ди Мондрагоне (Рим)
Селве ди Мондрагоне је насеље у Италији у округу Рим, региону Лацио.
Према процени из 2011. у насељу је живело 50 становника. Насеље се налази на надморској висини од 396 м.